# Arıs (stad)
Arıs (Kazachs: Арыс, Arys; Russisch: Арысь; Arys; vroeger Арысь) is een - met district gelijkgestelde - stad in de provincie Zuid-Kazachstan (Oñtüstik Qazaqstan) in Kazachstan, gelegen aan de oever van de gelijknamige rivier Arys (zijrivier van de Syr Darja). De stad staat onder jurisdictie van de stad Şımkent.
De bevolking bedroeg ongeveer 32.800 personen bij de volkstelling van 1999 en wordt in 2007 op 37.600 geschat en inclusief het onder jurisdictie van de stad geplaatste district bedroeg de bevolking in 2007 64.700 personen.
Arıs ligt op de kruising van twee belangrijke spoorlijnen: de Trans-Aralspoorlijn (die Zuidwest-Rusland verbindt met Centraal-Azië; traject: Orenburg - Arys - Tasjkent) en de Turkestan-Siberische spoorlijn (Turksib, die Centraal-Azië verbindt met Siberië; traject: Arıs - Almaty - Barnaoel - Novosibirsk). Het station van Arıs werd van 1900 tot 1905 gebouwd als station aan de Trans-Aralspoorlijn. In de stad bevinden zich nog een aantal gebouwen uit de periode van 1902 tot 1905. in 1932 kreeg Arıs de status van arbeidersnederzetting en in 1956 de status van stad.
De economie van Arıs is gecentreerd rond de landbouw (graan, katoen en vee). Er bevindt zich ook enige industrie, vooral rond de spoorlijnen: een fabriek waar dwarsliggers worden geproduceerd, een werkplaats voor de reparatie van elektrische locomotieven en een voor de reparatie van goederenwagons.